# Reprezentacja Korei Południowej na Mistrzostwach Świata w Narciarstwie Klasycznym 2009
Reprezentacja Korei Południowej na Mistrzostwach Świata w Narciarstwie Klasycznym 2009 liczyła 2 sportowców. Najlepszym wynikiem było 63. miejsce (Lee Chae-won) w biegu kobiet na 10 km.

## Medale

### Złote medale
Brak

### Srebrne medale
Brak

### Brązowe medale
Brak

## Wyniki

### Biegi narciarskie mężczyzn
Sprint
- Lee Jun-gil - 80. miejsce (odpadł w kwalifikacjach)

### Biegi narciarskie kobiet
Sprint
- Lee Chae-won - 76. miejsce (odpadła w kwalifikacjach)

Bieg na 10 km
- Lee Chae-won - 63. miejsce